# Halk Bankası Spor Kulübü 2012-2013 (pallavolo maschile)
Questa voce raccoglie le informazioni riguardanti l'Halk Bankası Spor Kulübü nella stagione 2012-2013.

## Organigramma societario
Area direttiva
- Presidente: Selahattin Süleymanoğlu

Area organizzativa
- Team manager: Ahmet Kavaz

Area tecnica
- Allenatore: Veselin Vuković
- Secondo allenatore: Taner Atik, Mehmet Akpolat
- Statistico: Alper Hamurcu

## Rosa
| N° | Nome           | Ruolo | Data di nascita   | Nazionalità sportiva |
| -- | -------------- | ----- | ----------------- | -------------------- |
| 1  | Aslan Ekşi     | P     | 14 maggio 1989    | Turchia              |
| 2  | Faik Güneş     | C     | 27 maggio 1993    | Turchia              |
| 3  | Sabit Karaağaç | C     | 5 maggio 1987     | Turchia              |
| 4  | Ahmed Abdelhay | S/O   | 19 agosto 1984    | Egitto               |
| 5  | Nuri Şahin     | L     | 1º gennaio 1980   | Turchia              |
| 6  | Halil Yücel    | S     | 24 novembre 1989  | Turchia              |
| 7  | Can Ayvazoğlu  | S     | 14 settembre 1979 | Turchia              |
| 8  | William Priddy | S     | 10 gennaio 1977   | Stati Uniti          |
| 9  | Serhat Coşkun  | S/O   | 18 luglio 1987    | Turchia              |
| 10 | Emre Batur     | C     | 21 aprile 1988    | Turchia              |
| 11 | Hüseyin Koç    | P     | 30 luglio 1979    | Turchia              |
| 14 | Luis Díaz      | S     | 20 agosto 1983    | Venezuela            |
| 15 | Resul Tekeli   | C     | 16 settembre 1986 | Turchia              |